# Alice (Afrique du Sud)
Pour les articles homonymes, voir Alice.
Alice est une ville de la province du Cap-Oriental en Afrique du Sud. On y trouve l'université de Fort Hare, qui héberge une collection significative d'Art africain.

## L'université de Fort Hare
L'université de Fort Hare, existante en cette ville, voit le jour au début de l'année 1847 sous la forme d'un fort construit pour abriter des troupes britanniques coloniales. Ce même fort est transformé en 1916 en une institution universitaire qui accueille des étudiants noirs. Bon nombre des dirigeants politiques de la période post-apartheid de l'Afrique du Sud ont fait leurs études dans cette université, dont l'ancien président Nelson Mandela. L'université est également le dépositaire des archives du Congrès national africain et de documents et abrite l'une des plus importantes collections d'art africain. L'institution universitaire est un des principaux employeurs de la ville.

## Hôpital Victoria
Construit en 1898, le Victoria Hospital est un grand hôpital de district situé à la périphérie d'Alice, entièrement reconstruit et modernisé de 2006 à 2011 par le gouvernement provincial du Cap-Oriental.

## Personnalités liées à la ville
- John Tengo Jabavu (1859-1921), journaliste et militant politique sud-africain, fondateur du premier journal bantou indépendant, mort à Alice.